# Будинок Дж. Л. М. Каррі
Будинок Дж. Л. М. Каррі — це історичний будинок і ферма поблизу Талладеги, штат Алабама. Це був будинок Джабеза Ламара Монро Каррі (1825—1903), юриста, політика та педагога, який «зробив більше, ніж будь-хто інший, для заохочення розширення та вдосконалення системи державних шкіл і створення шкіл для підготовки вчителів Він також ніс значну відповідальність за переконання південних законодавців у відповідальності штатів за державну освіту». У 1965 році будинок і прилеглу ферму було оголошено національною історичною пам'яткою.

## Опис та історія

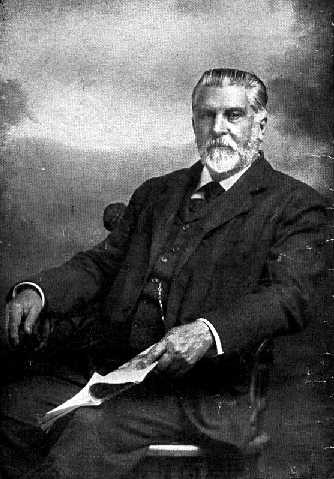
Джабез Ламар Монро Каррі

Будинок Дж. Л. M. Каррі розташований приблизно за 3 милі (4,8 км) на схід від центру Талладеги, на східному боці шосе штату Алабама 21. Це одноповерхова дерев'яна каркасна конструкція, приблизно Т-подібної форми, з крилами, що розходяться з боків і ззаду. Його фасад визначений ґанком на всю ширину, увінчаним квадратним парапетом, який закриває двосхилий дах. Інтер'єр просто зроблений, зі скромним народним оздобленням. Одна кімната, яка слугувала кабінетом Дж. Л. М. Каррі, заставлена книжковими полицями.
Точна дата будівництва будинку невідома. Його перевезли в це місце приблизно в 1850 році після того, як Джабез Каррі придбав його у свого брата Джексона, ймовірного будівельника. Ферма, тоді близько 1 100 акрів (450 га) (зараз зменшено приблизно до 760 акрів (310 га)), слугував будинком Каррі до 1865 року. Каррі, уродженець Джорджії, отримав освіту в Гарвардській школі права, служив у законодавчому органі штату та Конгресі до Громадянської війни в США, під час якої він служив в армії Конфедерації. У 1881 році він був обраний південним агентом Освітнього фонду Пібоді, а в 1889 році — агентом Фонду Слейтера. Обидва ці благодійні фонди були засновані з метою покращення освітніх ресурсів на Півдні в період після громадянської війни. Як їхній агент Каррі зіграв важливу роль у створенні звичайних шкіл для підготовки вчителів, а також у створенні нових шкільних мереж на півдні.
Колишня власність Каррі є приватною власністю.